# إطار الفلم

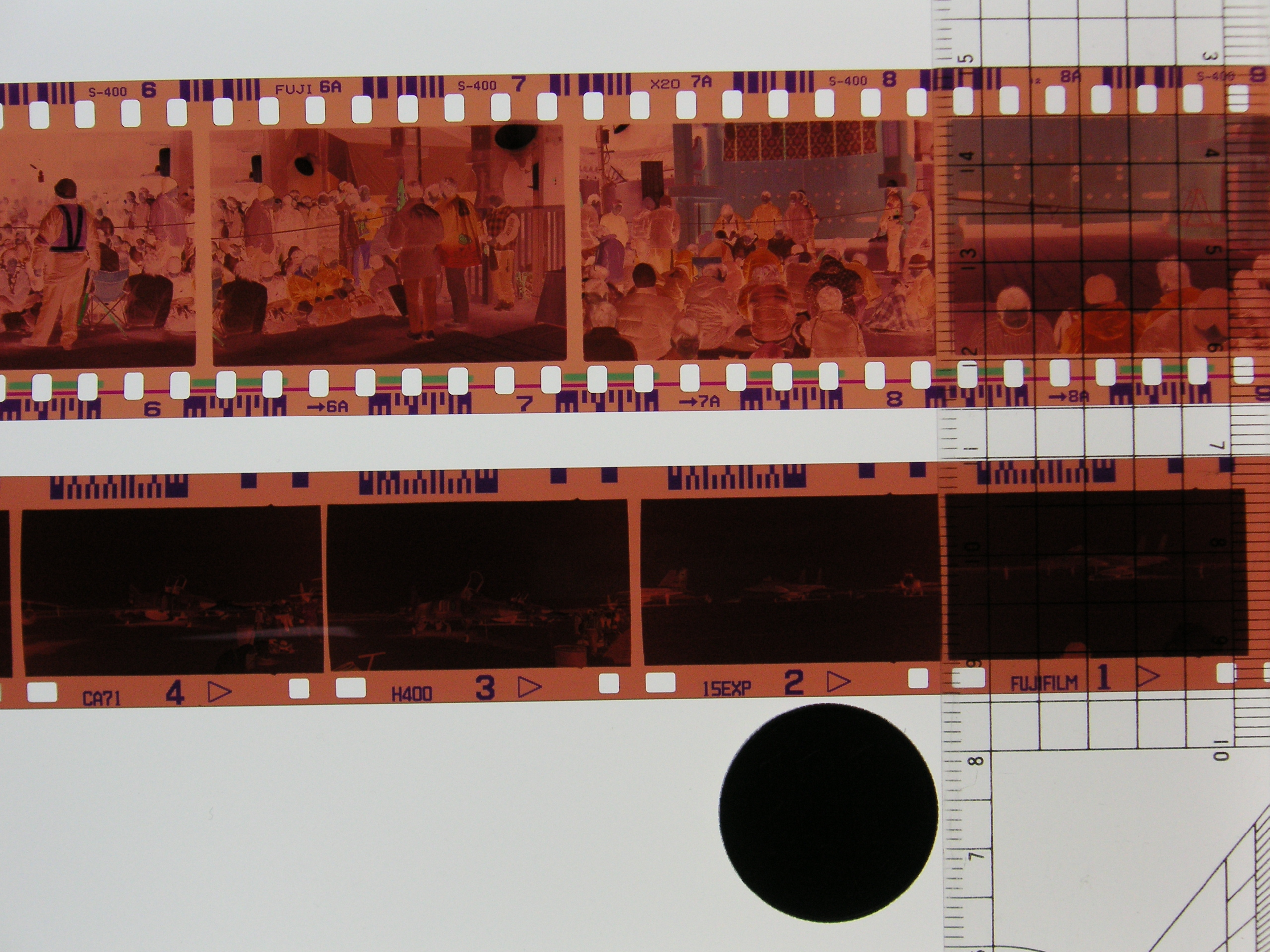
فيلم تصوير (أعلى: فيلم 135، وسط: نظام التصوير المتقدم (APS)، أسفل: قطعة معدنية لمقارنة الحجم)

إطار الفيلم (بالإنجليزية: Film frame) هي السلسلة من الصور المفردة تعرض متتابعة لتبدو حركة الأشياء المصورة في الشاشة. ووجه تسمية الصور بالإطارات في الأصل هو بالنسبة إلى شكل الصور الأصلية إذ كانت كالصور المؤطرة المعروفة.
يمكن أيضًا استخدام المصطلح بشكل عام كاسم أو فعل للإشارة إلى حواف الصورة كما تظهر في عدسة الكاميرا أو المعروضة على الشاشة. وبالتالي، يمكن أن يُطلب من مشغل الكاميرا إبقاء السيارة في الإطار عن طريق تحريكها أثناء مرورها بسرعة.

## ملخص
عندما يتم عرض الصورة المتحركة، يومض كل إطار على الشاشة لفترة قصيرة (في الوقت الحاضر، عادة 1/24، 1/25 أو 1/30 من الثانية) ثم يتم استبداله على الفور بالإطار التالي. يؤدي استمرار الرؤية إلى مزج الإطارات معًا، مما ينتج وهم الصورة المتحركة.
يستخدم الإطار أيضًا في بعض الأحيان كوحدة زمنية، بحيث يمكن القول أن حدثًا لحظيًا يدوم ستة إطارات، وتعتمد مدته الفعلية على معدل إطارات النظام، والذي يختلف وفقًا لمعيار الفيديو أو الفيلم المستخدم . في أمريكا الشمالية واليابان، 30 إطارًا في الثانية (fps) هو معيار البث، مع 24 إطارًا/ثانية شائعًا الآن في إنتاج لقطات الفيديو عالية الوضوح لتبدو وكأنها فيلم. في معظم أنحاء العالم، يكون معدل 25 إطارًا/ثانية هو المعيار.